# Conchy-sur-Canche
Conchy-sur-Canche ist eine französische Gemeinde mit 222 Einwohnern (Stand 1. Januar 2022) im  Département Pas-de-Calais in der Region Hauts-de-France. Sie gehört zum Arrondissement Arras, zum Kanton Saint-Pol-sur-Ternoise und zum Kommunalverband Ternois.

## Lage
Die Gemeinde Conchy-sur-Canche liegt an der Canche im Artois, 36 Kilometer südöstlich von Montreuil-sur-Mer und 45 Kilometer westlich von Arras. Nachbargemeinden von Conchy-sur-Canche sind Blangerval-Blangermont im Norden, Monchel-sur-Canche im Nordosten, Osten und Südosten, Vacquerie-le-Boucq im Süden, Rougefay im Südwesten, Aubrometz im Westen sowie Fillièvres im Nordwesten. Am Ostrand der Gemeinde stehen zwei Windkraftanlagen als Teil eines interkommunalen Windparks.

## Bevölkerungsentwicklung
| Jahr                       | 1962 | 1968 | 1975 | 1982 | 1990 | 1999 | 2006 | 2014 | 2022 |
| -------------------------- | ---- | ---- | ---- | ---- | ---- | ---- | ---- | ---- | ---- |
| Einwohner                  | 283  | 302  | 269  | 218  | 209  | 197  | 199  | 202  | 222  |
| Quellen: Cassini und INSEE |      |      |      |      |      |      |      |      |      |

## Sehenswürdigkeiten

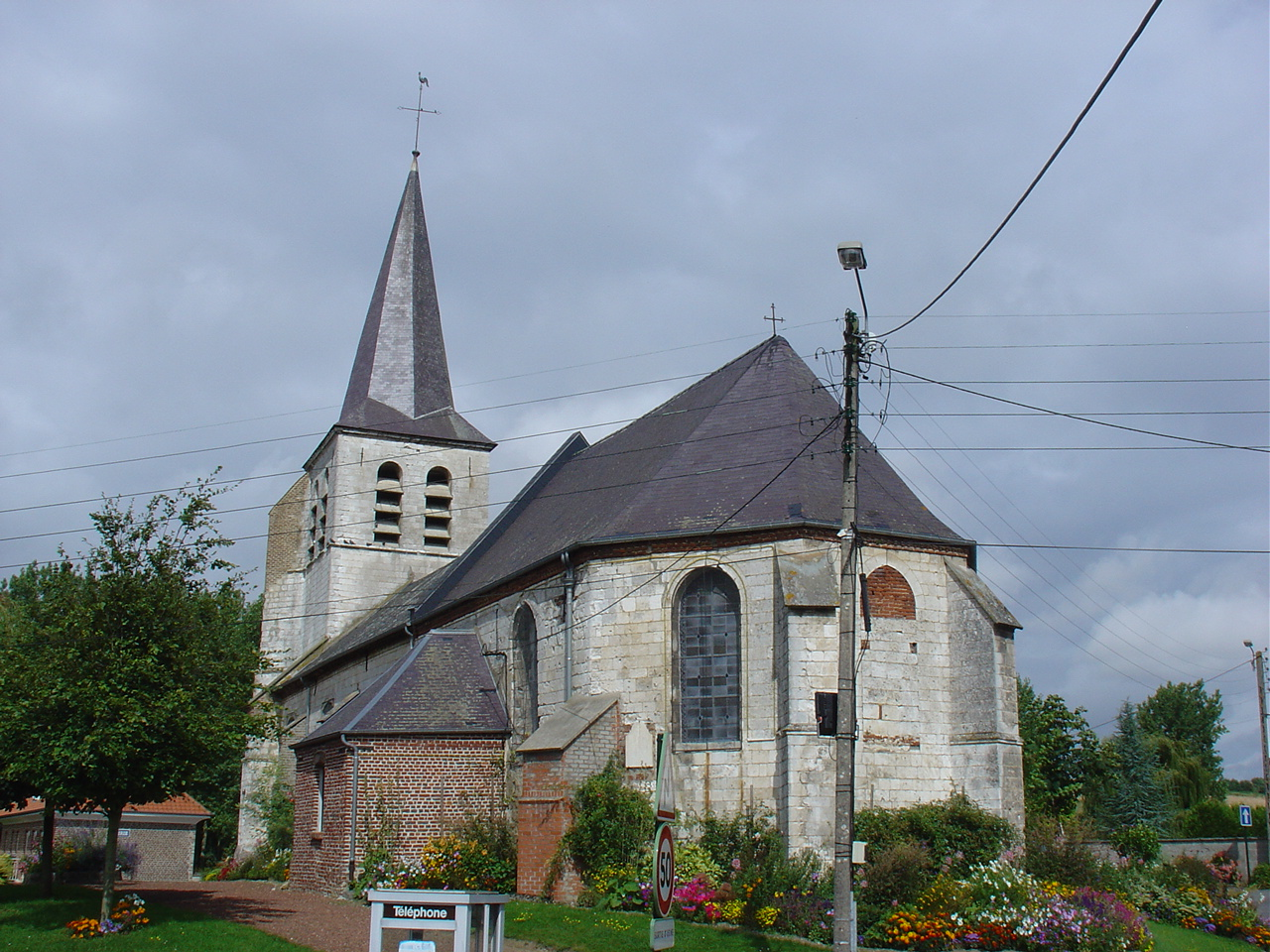
Kirche Saint-Pierre

- Kirche Saint-Pierre